# Леви, Баррингтон
Баррингтон Леви (30 апреля 1964, Кингстон, Ямайка) — ямайский музыкант афроямайского происхождения. Его направление регги и дэнсхолл. Прославился благодаря своим альбомам Here I come, Under Mi Sensi и Englishman. Выдающаяся карьера Баррингтона Леви (Barrington Levy) как вокалиста высшего класса началась более чем два с половиной десятка лет назад. Прозванный реггейной "Сладкой Канарейкой" за столь нежный, но в то же время строгий вокал, Баррингтон Леви прославился как первый оригинальный дансхолльный вокалист, копировать которого старались очень многие последователи.
Barrington Levy родился в Западном Кингстоне (Ямайка), но большую часть своего детства провел в Clarendon. Именно здесь Баррингтон обнаружил свой талант, и сделал свои первые шаги к будущей мировой славе. Он много работал над своим вокалом, перепробовал кучу разных стилей, обнаружил множество возможностей своего великолепного голоса, но самое интересное его ожидало впереди. Когда Баррингтон был подростком, большое влияние на него оказали Дэнис Браун (Dennis Brown) и Майкл Джексон (Michael Jackson), а точнее оригинальные Джексон Файв (Jackson 5) и другие американские ритм'н'блюз исполнители. Баррингтон начал выступать уже в 14, в группе, основанной его дядей, Эвертоном Дакресом (Everton Dacres), - Mighty Multitude.
В 1975, Баррингтон записывает свою первую песню - " My Black Girl " с Mighty Multitude. Группа начинает понемногу выступать. Одно из таких ранних выступлений было записано и отослано в Англию и Соединенные Штаты. Так в свет выходит первый заграничный релиз - " A Ya We Deh ", с главным его хитом - " Collie Weed ", спродюсированным Джунжо Лоусом (Junjo Laws) для Jah Guidance. 
Там же выходят такие хиты, как " Twenty-One Girls Salute " и " Mind Your Mouth ". Продюсер Генри 'Джунжо' Лоус (Henry "Junjo" Lawes) сразу обнаружил необычные способности Баррингтона. Он пристраивает его попеть в локальную Саунд Систему, а затем и на студию Channel One для записи первого мега сингла в 1979.
Здесь начинается самое тяжелое, но и самое увлекательное время для Баррингтона, когда ему посчастливилось поработать с Roots Radics, игравшими лучшие ритмы в то время, и Саентистом (Scientist), миксовавшим конечный результат на студии King Tubby's. Именно благодаря этим людям над миром зажглась ещё одна звезда, сенсация, которая потрясла всю реггей и дансхолл сцену – Barrington Levy ! 
Первыми синглами становятся " A Yah We Deh ", " Shine Eye Gal " и " Moonlight Lover ", которые в будущем войдут на пластинку ' Bounty Hunter ' с лейбла Jah Life в Соединенных Штатах. Последующий релиз ' Englishman ' на Greensleeves сразу сделал Баррингтона первой реггей звездой начала 80-х. Стоит отметить и такие синглы, как " Sister Carol ", " Look Youthman ", " Eventide Fire A Disaster " и " Mary Long Tongue ". И опять Junjo - продюсер, и сразу можно предугадать невероятную популярность третьего альбома Барригтона - Robin Hood.
В 1983, Леви участвует в большом фестивале в Великобритании с песней " Under Mi Sensi ", которая находилась более 12 недель на верхних строчках всех местных чартов. Затем успех композиции дошел и до Штатов, где она мгновенно становится хитом. " Under Mi Sensi " также становится основой создания дансхолльного мега-хита 1985-го " Under Mi Sleng Teng " – созданного для Вэйна Смита (Wayne "Jammy" Smith) (несмотря на то, что создателем оригинальной мелодии был Баррингтон).
Выступление Леви в одном из самых влиятельных клубов Лондона - "100 Club" – вызвало просто ошеломление у публики – подобного голоса они никогда ранее не слышали. Избыток оригинального материала, неповторимый голос не делали Баррингтона хуже или менее популярней даже если он не работал с Junjo. Например, Леви работал с Alvin Ranglin (альбом ' Life Style '), Delroy Wright (альбом ' Live & Learn Presents Barrington Levy & Beres Hammond '), и в 1984 с George Phang, на его собственном лейбле Powerhouse (один из лучших дансхолльных альбомов того времени – ' Money Move ').
Через несколько лет Junjo вместе с Баррингтоном записывают пластинку, которая потрясает реггей индустрию – ' Prison Oval Rock '. Баррингтон показывает себя не только как исполнителя, но и как талантливого продюсера - это доказывает релиз песни " Deep In The Dark " с его собственного лейбла - BL label. Вскоре к Баррингтону присоединяется Paul Love, или Jah Screw, который был селектором на саунд-системе Ю-Роя (U-Roy) - King Sturgav на Ямайке, а до этого сотрудничал со знаменитым ди-джеем Ranking Joe. Их первой совместной работой стал альбом " Under Mi Sensi ", который резко отличается от предыдущих пластинок Леви. Вокал стал более сильным и жестким, что придавало ему ещё больше неповторимости.
Вскоре песни с " Under Mi Sensi " становятся классикой, и пребывают в чартах долгие недели. За песней " Murderer " для Jah Life, Баррингтон и Jah Screw записывают хит, который становится просто гимном в 1985-м - " Here I Come ". После ошеломительного успеха " Here I Come " проходит около двух лет, чтобы Баррингтон снова смог заняться новыми завоеваниями реггей Олимпа. Он записывает песню под названием " She's Mine " для Black Scorpio, после чего снова объединятся с Jah Screw для записи замечательного кавера на хит Боба Энди (Bob Andy) со Studio One - " Too Experienced ".
Баррингтон с лёгкостью врывается в 90-е так же, как он сделал и в 80-х. Опять он в центре внимания всего реггей-мира. Со станков Mango Records выходит новая пластинка Леви – ' Divine ' (1991), которая было хорошо воспринята многими реггей ценителями. " Dancehall Rock ", снова с Jah Screw становится хитом продаж. На альбоме представлены переделанные в хорошем качестве старые хиты Баррингтона и неизданные песни – тоже в хорошем качестве. Это стало формулой успеха Леви – и в 1992 он выпускает ' Turning Point ', опять же с Jah Screw, но уже с лейбла Greensleeves.
Голос Баррингтона остается неизменным с далеких 70-х. всё тот же мягкий, но в то же время грубый вокал. Успехом пользовались песни " Desperate Lover " и " Unchained ", " Warm & Sunny Day " (записанная ещё в ранние годы с (Junjo Lawes), и дуэт с Reggie Stepper - " Something In My Heart " – были на первых строчках реггей чартов по всему миру. Следующим шагом в карьере Баррингтона становится сюрприз, который он приготовил для своих многочисленных поклонников – это запись нового альбома вместе со Sly & Robbie на Ямайке. Стоит отметить, что Баррингтон продолжает обильно выступать.
В 1993 состоялось его грандиозное выступление на фестивале Sunsplash. Первый сингл -" Work ", стал просто открытием! Поражает лирика Баррингтона, то послание, которое он доносит людям. В результате выходит новый альбом Леви – ' Barrington ', который сочетает в себе практически все стили реггей (и не только) музыки. Но, к сожалению, альбом не наход интереса у публики и не приносит никакой прибыли. Вскоре Barrington Levy образовывает свой собственный лейбл – Lipstic, и становится продюсером таких звезд, как Pinchers и Jigsy King.
Огромным успехом пользовались ремиксы песен " Two Sounds " и " Under Mi Sensi ". Первый был хардкор рагга миксом от оригинального продюсера Jah Screw, который пригласил реггей сенсацию – ди-джея Бини Мана (Beenie Man), чтобы спеть на риддим с классическим вокалом Баррингтона. Вскоре оба этих трека были переделаны в джангл. Лето 1994-го было очень жарким, ведь из окон всего мира доносились ломаные джангловые биты и реггейный бас. Джангл музыка поглотила весь мир, а джангловая версия " Under Mi Sensi " становится мега-хитом!
Спустя несколько месяцев, Jah Screw начинает работу над новым альбомом – ' Duets ', альбомом, полностью состоящим из ремиксов, записанных с приглашенными ди-джеями мирового масштаба! В ' Duets ' вошли синглы " Looking My Love " с Cutty Ranks, вышеупомянутые " Under Mi Sensi " и " Two Sounds " (с Beenie Man), " Living Dangerously " (с Bounty Killer), " Struggler " (с Reggie Stepper), " Don't Run Away " (с Spragga Benz), и ремикс на " Here I Come " совместно с Mega Banton. Огромным успехом у слушателей пользовалась песня с Баунти Киллером (Bounty Killer) - " Living Dangerously " – бесспорно лучшая реггей песня в 1996-м, продаваемая на Ямайке и в Соединенных Штатах и ставшая #1 во всех дансхолл чартах по всему миру.
В 1998 году, как и следовало того ожидать, с лейбла Breakaway Records выходит новая пластинка – ' Living Dangerously '. Которая включает песни, записанные вместе с Doggy Dogg, Bounty Killer, Lady G, Jigsy King, Terror Fabulous и многими другими. Многие песни с альбома резко поднялись на верхние строчки чартов, а саму пластинку крутили по всем радио станциям не только на Ямайке, но и во всём мире. За всю свою карьеру Баррингтону удалось поработать с такими звездами мировой сцены, как: Alton Ellis, Ken Boothe, Dennis Brown, John Holt, Gregory Isaacs, Freddie McGregor, Maxi Priest, Shaggy, Beenie Man, Buju Banton, Bounty Killer, Stevie Wonder, Whitney Houston, Lady Saw, Lady G, U2, Snoop Doggy Dogg, Shine, CeCile, Tony Rebel, Garnet Silk, Capleton, Sugar Minott, Cocoa Tea, Spanner Banner, Little Kirk, Sanchez, Papa San, Mutabaruka … и это далеко не все.
Баррингтон Леви продолжает записываться и по сей день, он побывал практически во всём мире: Северная Америка, Европа и Азия, на Ямайке Леви становится человеком с большой буквы. Сегодня Баррингтон работает над новым альбомом (который совсем скоро выйдет) – ' It's About Time ', в который войдет песня записанная с хип-хоп дивой CeCile - " Want You To Know ". Barrington Levy всё ещё " Broader than Broadway ";
Всё ещё король дансхолл сцены!!! "Когда я делаю дансхолл музыку, я не бегу к продюсеру и не прошу сделать из меня что-то" – вспоминает Баррингтон. "Я лично иду на студию, и работаю там, воплощая свои идеи в реальность. Когда мы работаем вместе с Jah Srew, он никогда не подавлял мои задумки. Когда я впервые спел Broader Than Broadway (Here I Come) для него, он сказал – "Не-не-не, это не дансхолл музыка, парень!" – На что я ему ответил – "Мы будем идти вместе по моему пути или не будем идти вообще!" Баррингтон Леви.

## Альбомы
- 1979 – Bounty Hunter
- 1979 – Shaolin Temple
- 1979 – Shine Eye Gal
- 1979 – Englishman
- 1980 – Robin Hood
- 1980 – Doh Ray Me
- 1981 – Run Come Ya!
- 1982 – 21 Girls Salute
- 1983 – Poor Man Style
- 1983 – Life Style
- 1983 – Hunter Man
- 1983 – Teach Me Culture
- 1984 – Money Move
- 1984 – Meets Frankie Paul
- 1984 – Life Style
- 1985 – Prison Oval Rock
- 1985 – Open Book'
- 1985 – Here I Come
- 1986 – Clash of the 80's (Cocoa Tea)
- 1988 – Love the Life You Live
- 1990 – Live and Learn Presents  Beres Hammond and Barrington Levy
- 1992 – Turning Point
- 1994 – Divine
- 1995 – Barrington Levy's DJ Couteraction
- 1995 – Duets
- 1995 – Here I Come
- 1996 – Time Capsule
- 1996 – Live in Concert
- 1996 – Wanted
- 1997 – Making Tracks
- 1997 – Englishman / Robin Hood
- 1998 – Living Dangerously
- 1998 – Living Dangerously
- 1998 – Too Experienced, The Best Of Barrington Levy
- 2001 – Barrington Levy Dressed to Kill
- 2002 – Jah The Creator
- 2003 – Moonlight Lover
- 2004 – This Is Crucial Reggae : Barrington Levy
- 2005 – Barrington Levy In Dub